# キシミー駅
キシミー駅（英語：Kissimmee Station）は、フロリダ州キシミー イースト・ダキン・アヴェニュー111にある駅。全米各地を結ぶ旅客鉄道のアムトラックのほかオーランド都市圏を南北に結ぶ通勤鉄道のサンレールが乗り入れる。

## 概要

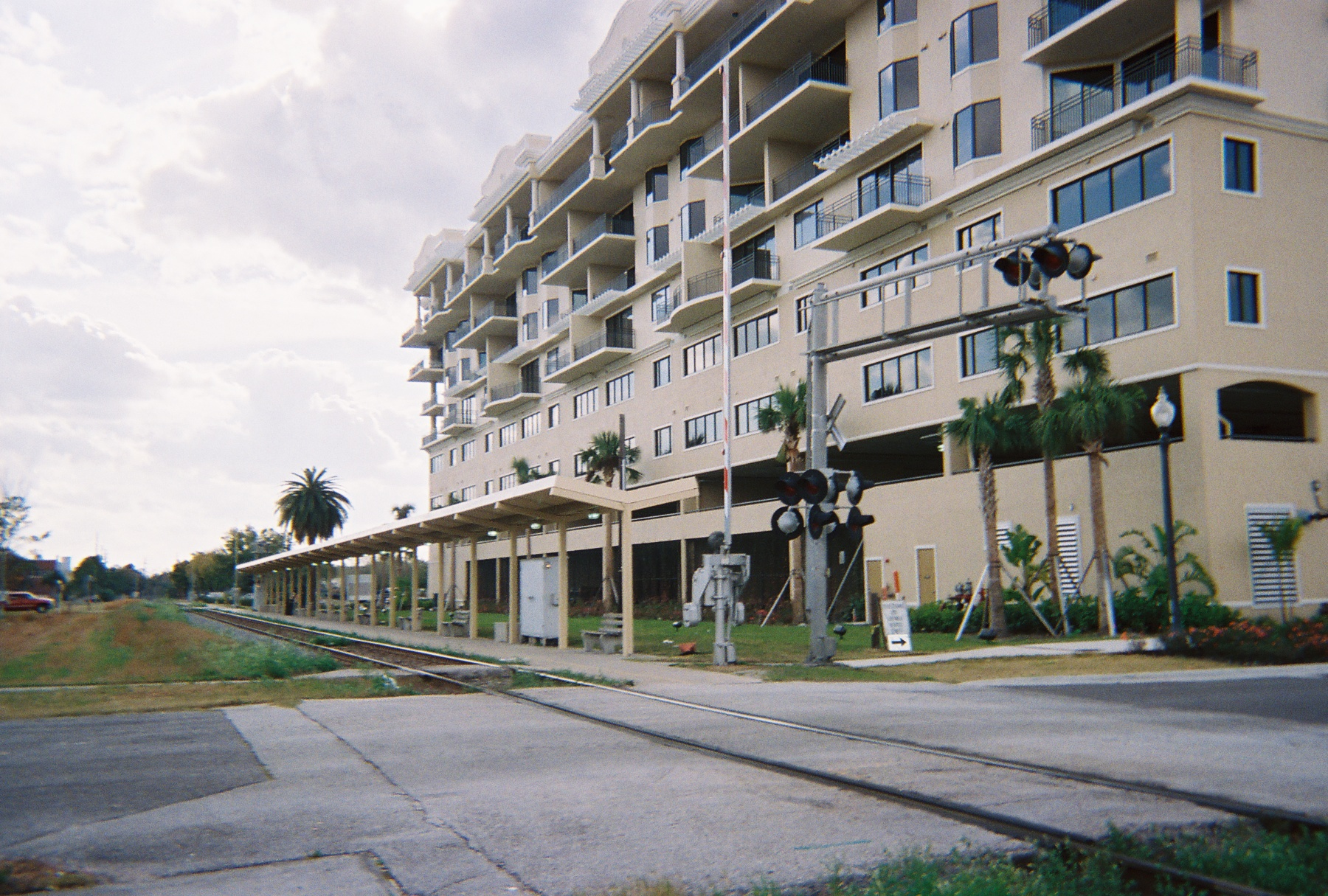
ホームを望む

当駅は1910年アトランティック・コースト・ライン鉄道によって建設された。1976年と1988年に改修工事を施工した。2度目の改修工事はキシミー/オセオラ郡商工会議所主導で、120人以上の作業員とボランティアの手により段階的な駐車場排水工、建物の洗浄・塗装工、低木や花の植栽工を施工した。改修中、だるまストーブ等が発見された。

## 利用可能な鉄道路線／列車
アムトラックのキシミー駅に発着する列車は下記の通り。
ニューヨークとマイアミ間の夜行長距離列車シルバー・メティオ号…1日1往復停車
ニューヨークとマイアミ間の夜行長距離列車シルバー・スター号…1日1往復停車
サンレールが延伸予定である。

## バス
当駅から乗車できるバスは以下の通り。
中長距離バスはグレイハウンドが担っている。
市内交通は、フロリダ中部地域交通局リンクス (LYNX)が担っている。
: 10系統, 18系統, 26系統, 55系統, 56系統, 57系統, 108系統, 208系統, 407系統, 441系統, 632系統